# Bueng Tujoh
Bueng Tujoh is een bestuurslaag in het regentschap Aceh Besar van de provincie Atjeh, Indonesië. Bueng Tujoh telt 364 inwoners (volkstelling 2010).